# Östersjön (Hjorteds socken, Småland)
Östersjön är en sjö i Västerviks kommun i Småland och ingår i Marströmmens huvudavrinningsområde. Sjön har en area på 0,111 kvadratkilometer och ligger 60 meter över havet.

## Delavrinningsområde
Östersjön ingår i det delavrinningsområde (637882-153290) som SMHI kallar för Mynnar i Slissjön. Medelhöjden är 62 meter över havet och ytan är 5,84 kvadratkilometer. Det finns ett avrinningsområde uppströms, och räknas det in blir den ackumulerade arean 44,02 kvadratkilometer. Gissjöån som avvattnar avrinningsområdet har biflödesordning 2, vilket innebär att vattnet flödar genom totalt 2 vattendrag innan det når havet efter 27 kilometer. Avrinningsområdet består mestadels av skog (89 %). Avrinningsområdet har 0,1 kvadratkilometer vattenytor vilket ger det en sjöprocent på 1,8 %.